# Pirosbütykös hokkó
A pirosbütykös hokkó vagy piroscsőrű hokkó (Crax globulosa) a madarak osztályának tyúkalakúak (Galliformes) rendjébe és a hokkófélék (Cracidae) családjába tartozó faj.

## Előfordulása
Elszórtan, Bolívia északkeleti, Brazília nyugati, Kolumbia déli részén és Peru területén honos, Ecuadorból már kihalt. A természetes élőhelye szubtrópusi vagy trópusi éghajlati övben található síkvidéki esőerdők és mocsári erdők.

## Megjelenése
Átlagos testhossza 82-89 centiméter, testtömege 2500 gramm. Tollazata kékesfekete, a hímnek a csőrén, alul és felül bütyök van (arról kapta a nevét), a hasa fehér, a tojó csőre sima, a hasa narancssárga.
|  |

## Életmódja
Halakkal, rovarokkal, vízi rákokkal és egyéb kisebb állatokkal táplálkozik.

## Természetvédelmi helyzete
Már csak ritkán található meg a természetben, a vadászat és az élőhelyek megsemmisítése miatt, az IUCN a végveszélyben lévő fajok közé sorolja.

## További információ
- Képek az interneten a fajról
- Internet Bird Collection - videók a fajról